# Conseil supérieur de la fonction publique hospitalière
Le Conseil supérieur de la fonction publique hospitalière (CSFPH) est, en France, une instance paritaire, créée par la loi du 9 janvier 1986 portant dispositions statutaires relatives à la fonction publique hospitalière, représentative de la fonction publique hospitalière.

## Attributions
En France, le conseil supérieur de la fonction publique hospitalière est une instance consultative. Il est saisi pour avis sur tout projet de texte relatif à la situation des personnels de la fonction publique hospitalière ou de toute autre question plus générale sur la fonction publique hospitalière (FPH).
Il constitue également l’organe administratif supérieur de recours en matière disciplinaire.

## Composition
Le conseil supérieur de la fonction publique hospitalière se compose : d’un président, conseiller d’État, de 32 membres représentants des organisations syndicales représentatives des fonctionnaires hospitaliers, et de représentants des administrations concernées.

### Le président
Le président est un conseiller d'État, nommé par arrêté du ministre chargé de la santé, sur proposition du vice-Président du Conseil d'État. Philippe Grégoire (conseiller d'Etat extraordinaire) est nommé président du conseil par arrêté du 13 février 2019 de la ministre de la solidarité et de la santé. 

### Les membres des organisations syndicales
Les représentants des organisations syndicales représentatives des agents hospitaliers sont au nombre de 20. Les sièges sont répartis entre les organisations syndicales proportionnellement au nombre de voix obtenues aux élections organisées pour la désignation des représentants des personnels aux comités techniques d'établissement et aux comités consultatifs nationaux (avec répartition des restes à la plus forte moyennə) ;

### Les représentants des administrations
Ils comprennent trois représentants des employeurs publics territoriaux (deux membres désignés par l'Association des maires de France et un membre désigné par l'Assemblée des départements de France), sept représentants des employeurs publics hospitaliers  (outre le président de la Fédération hospitalière de France, ils sont désignés par les organisations les plus représentatives des établissements), le directeur général de l'offre de soins ou son représentant ; le directeur général de la cohésion sociale ou son représentant.

## Fonctionnement
Outre son assemblée plénière le conseil supérieur de la fonction publique hospitalière (FPH) comprend quatre formations spécialisées :
- une commission des statuts ;
- une commission de la formation professionnelle ;
- une commission de l’hygiène, de la sécurité et des conditions de travail ;
- une commission des emplois et des métiers ;
- une commission des recours.

Le Conseil siège en assemblée plénière au moins une fois par trimestre. Il est saisi soit par le ministre chargé de la santé, soit à la demande écrite du tiers de ses membres. 
Le secrétariat du Conseil supérieur de la fonction publique hospitalière et des formations spécialisées est assuré par la direction générale de l'offre de soins.